# Cyclopia aurescens
Cyclopia aurescens är en ärtväxtart som beskrevs av Pauline Kies. Cyclopia aurescens ingår i släktet Cyclopia, och familjen ärtväxter. Inga underarter finns listade i Catalogue of Life.

## Bildgalleri